# داء المتدثرات

التهاب عنق الرحم بسبب عدوى المتدثرات وتمتاز بتقيح واحمرار والتهاب.

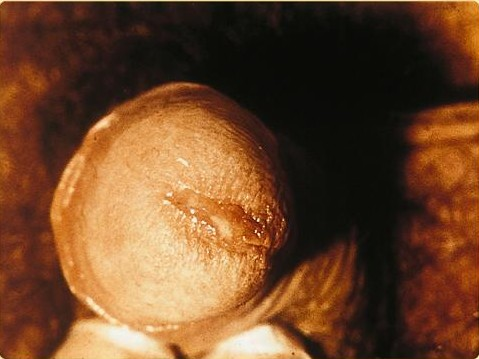
رجل مصاب بداء المتدثرات، وتظهر أعراض الإفرازات البيضاء من القضيب.

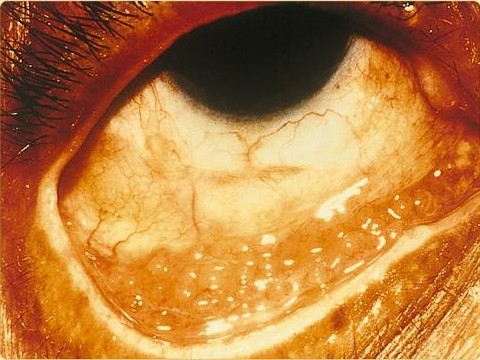
التهاب الملتحمة بسبب المتدثرة.

داء المُتَدَثِّرات (بالإنجليزية: chlamydiosis)‏ أو الكلاميديا (بالإنجليزية: Chlamydia)‏ هو مرض منقول جنسيا سبب نوع من المتدثرات يدعى بالمتدثرة الحثرية Chlamydia trachomatis وهي بكتيريا سلبية الغرام.

## الأعراض والعلامات
يظهر أغلب المصابين بالعدوى بدون أعراض، لكن قد يستغرق ظهور الأعراض عدة أسابيع بعد الإصابة بالعدوى. ومن أهم الأعراض ظهور إفراز مهبلي حرقة في الإدرار. أما الأعراض عند الرجال فتشمل إفرازات من القضيب وحرقة في الإدرار وألم وانتفاخ في خصية أو في الخصيتين. قد تنتشر العدوى إلى القناة التناسلية العليا لتتسبب بمرض التهاب الحوض والذي قد يؤدي إلى العقم أو الحمل المنتبذ. العدوى المتكررة التي تصيب العين والتي لا تعالج تتسبب بظهور الإصابة بالتراخوما والتي تعد أهم أسباب العمى في الدول النامية.

## الأسباب والتشخيص
تنتشر الإصابة بالمتدثرات عن طريق الجنس المهبلي أو الشرجي أو الفموي، كما يمكن أن تنتقل الإصابة من الأم إلى الطفل أثناء الولادة. يمكن أن تنتقل عدوى العين عن طريق الملامسة والذباب والمحارم الملوثة في الأماكن التي تفتقر للنظافة. لا تتواجد المتدثرة الحثرية إلا في الإنسان. يتم التشخيص من خلال الكشف الطبي الذي يعد ضروريا لكل امرأة تقيم علاقات جنسية وعمرها أقل من 25 عاما والمعرضات لخطر الإصابة وفي أول زيارة لفحص قبل الولادة. يمكن إجراء فحص للبول أو مسحة من عنق الرحم أو المهبل أو الإحليل. تعد المسحات من المستقيم والفم مطلوبة للكشف عن الإصابة في مناطق أخرى من الجسم.

## الوقاية والعلاج
يعد اجتناب الممارسات الجنسية أو استعمال الواقي الذكري أو الاقتصار على الممارسة الجنسية مع فرد واحد فقط غير مصاب طرقا للوقاية. يمكن الشفاء من داء المتدثرات من خلال استعمال المضادات الحيوية مثل أزيثرومايسين أو دوكسيسايكلين. يفضل استعمال إريثروميسين أو أزيثرومايسين للأطفال أو أثناء الحمل. يجب معالجة الزوج أيضا وتجنب الممارسة الجنسية لمدة 7 أيام أو حتى زوال الأعراض. يجب إجراء الفحوص الخاصة بالسيلان والزهري والإيدز عند الأشخاص المصابين للتأكد من خلو الإصابة بهذه الأمراض. كما يجب فحص الأشخاص المصابين بعد 3 أشهر من إتمام العلاج للتأكد من شفائهم.

## الوبائيات والانتشار والمجتمع
يعد داء المتدثرات من أكثر الأمراض المنقولة جنسياً انتشارا في العالم. تقدر حالات الإصابة في عام 2013 بحدود 141 مليون حالة في العالم. سجلت حوالي 1.4 مليون حالة في الولايات المتحدة في عام 2014. تحدث أغلب حالات الإصابة بين عمر 15 و 25 سنة وهي أكثر في النساء من الرجال. وفي عام 2013 أسفرت تلك الأمراض عن مقتل حوالي 1,100 شخص.

## التسمية
كلمة كلاميديا جاءت من كلمة (χλαμύδα) في اللغة الإغريقية بمعنى معطف. ومنها اشتقت التسمية العربية من معناها.